# The Watermelon Woman
The Watermelon Woman é um filme de drama estadunidense de 1996 dirigido e escrito por Cheryl Dunye. Estrelado por Dunye, Guinevere Turner, Valarie Walker e Lisa Marie Bronson, estreou no Festival Internacional de Cinema de Berlim em fevereiro de 1996.

## Elenco
- Cheryl Dunye - Cheryl
- Guinevere Turner - Diana
- Valarie Walker - Tamara
- Lisa Marie Bronson - Fae 'The Watermelon Woman' Richards
- Cheryl Clarke - June Walker
- Irene Dunye - ela mesma
- Brian Freeman - Lee Edwards
- Camille Paglia - ela mesma
- Sarah Schulman
- V.S. Brodie
- Robert Reid-Pharr